# Mads Hansen (Eishockeyspieler)
Mads Hansen (* 16. September 1978 in Oslo) ist ein norwegischer Eishockeyspieler, der seit 2013 bei den Storhamar Dragons in der norwegischen GET-ligaen unter Vertrag steht. Sein Bruder Martin ist ebenfalls ein professioneller Eishockeyspieler. 

## Karriere
Mads Hansen begann seine Karriere 1996 bei Manglerud Star Ishockey in der norwegischen Eliteserien. Nach drei Jahren wechselte er zur Saison 1999/00 zu den Storhamar Dragons und konnte die Norwegische Meisterschaft gewinnen. In den folgenden zwei Jahren konnte der Stürmer seine Scorerqualitäten weiter verbessern und wechselte 2002 zu Vålerenga Oslo. 2003 konnte er mit seinem neuen Team ebenfalls die norwegische Meisterschaft gewinnen. Anschließend schloss sich Hansen Hammarby IF aus der zweiten schwedischen Liga, der HockeyAllsvenskan, an. Nach einem Jahr beim Ligakonkurrenten IK Oskarshamn kehrte er 2005 zu den Storhamar Dragons zurück. Dort erreichte der Norweger mit seinem Team den ersten Platz nach der regulären Saison, scheiterte aber später in den Play-offs. 
Zur Saison 2006/07 unterschrieb er einen Vertrag beim schwedischen Club Brynäs IF aus der Elitserien. 2008 musste Hansen mit seiner Mannschaft nach dem letzten Platz in der regulären Saison in der Kvalserien antreten, konnte dort aber den Klassenerhalt erreichen. Im folgenden Jahr verlor Brynäs im Viertelfinale mit 0:4 gegen den Färjestad BK. Hansen war zwischen 2007 und 2013 Assistenzkapitän bei Brynäs IF, ehe er nach der Saison 2012/13 zu den Storhamar Dragons zurückkehrte.

### International
Für Norwegen nahm Hansen im Juniorenbereich ausschließlich an der U20-Junioren-B-Weltmeisterschaft 1997 teil. Im Seniorenbereich stand er im Aufgebot seines Landes bei den B-Weltmeisterschaften 2002, 2003, 2004 und 2005 sowie bei den A-Weltmeisterschaften 2000, 2001, 2006, 2007, 2008, 2009 und 2011. Zudem lief er für Norwegen bei den Olympischen Winterspielen 2010 in Vancouver auf.

## Erfolge und Auszeichnungen
- 2000 Norwegischer Meister mit den Storhamar Dragons
- 2003 Norwegischer Meister mit Vålerenga IF
- 2006 Bester Vorlagengeber der GET-ligaen
- 2012 Schwedischer Meister mit Brynäs IF

## Karrierestatistik

### International
Vertrat Norwegen bei:
| - B-Junioren-Weltmeisterschaft 1997 - Weltmeisterschaft 2000 - Weltmeisterschaft 2001 - B-Weltmeisterschaft 2002 - B-Weltmeisterschaft 2003 - B-Weltmeisterschaft 2004 - B-Weltmeisterschaft 2005 | - Weltmeisterschaft 2006 - Weltmeisterschaft 2007 - Weltmeisterschaft 2008 - Weltmeisterschaft 2009 - Olympische Winterspiele 2010 - Weltmeisterschaft 2011 |

(Legende zur Spielerstatistik: Sp oder GP = absolvierte Spiele; T oder G = erzielte Tore; V oder A = erzielte Assists; Pkt oder Pts = erzielte Scorerpunkte; SM oder PIM = erhaltene Strafminuten; +/− = Plus/Minus-Bilanz; PP = erzielte Überzahltore; SH = erzielte Unterzahltore; GW = erzielte Siegtore; 1 Play-downs/Relegation; Kursiv: Statistik nicht vollständig)